# 锅圈食汇
锅圈食汇（港交所：2517）是一间主要售卖预制烧烤、火锅食材的商店。

## 历史
2017年由杨明超成立于河南郑州，在2019年以来先后完成了6轮融资，该商店还曾在新冠疫情大流行以来赚足了大量红利。
2019年公司总部从郑州迁至上海闵行虹桥商务区。
2023年11月2日，锅圈食汇在港交所上市。
截止2024年全国门店数量有一万多家，已发展成为中国最大的火锅食材连锁超市。